# Marsdenia condurango
Marsdenia condurango, cundurango o condurango, es una especie de enredadera sudamericana de la familia Apocynaceae. Erróneamenter llegó a suponerse que su corteza cura el cáncer.

## Hábitat
Se halla en la vertiente occidental de los Andes de Colombia, Ecuador y Perú, entre los 1.500 y los 2.000 m s. n. m.

## Descripción
Trepadora liana, se ciñe a los árboles hasta alcanzar su copa. Hojas oval acorazonadas, por el haz verde brillante, por el envés vellosas, verde claras. Flores en ramilletes, amarillas o blancas.

## Uso medicinal
Se usa corteza y raíz condurango. Contienen aceite esencial, resina, ácidos orgánicos, condurangina (glucósido amargo), sustancias gomosas y almidón
Es aperitivo, digestivo y antiemético. Apropiado en pesadez de estómago y digestiones lentas. Calma el dolor y los espasmos del estómago, aunque no conviene usarlo sin haber diagnosticado primero la causa de los trastornos. Útil para pérdida del apetito.

## Taxonomía
Marsdenia condurango fue descrita por Heinrich Gustav Reichenbach  y publicado en Botanische Zeitung (Berlin) 30: 552. 1872.
Sinonimia
- Pseudomarsdenia cundurango (Rchb. f.) Schltr.
- Marsdenia reichenbachii,
- Gonolobus condurango,
- Echites acuminata[1]

## Nombre comunes
- Condurango, bejuco de sapo, bejuco del cóndor, cundurango.